# 加贾诺
加贾诺（義大利語：Gaggiano），是意大利米兰省的一个市镇。总面积26平方公里，人口9011人，人口密度346.6人/平方公里（2009年）。国家统计（ISTAT）代码为015103。

## 友好城市
- 法國 圣昂代奥勒堡
- 匈牙利奧爾拜蒂爾紹